# Мотор
Мотор (од латинског movēre, mōvī, mōtum - покретати) је погонска машина која неки вид енергије континуирано претвара у механички рад. Ако претварање енергије није континуирано, машина се назива актуатор. У данашње време се под називом мотор обично подразумева мотор са унутрашњим сагоревањем (СУС) који се користи у аутомобилима. 
Топлотни мотор претварају топлоту у рад путем различитих термодинамичких процеса. Мотор са унутрашњим сагоревањем је можда најчешћи пример топлотног мотора, код којег топлота изгарања горива доводи до брзог пораста притиска гасовитих производа сагоревања у комори за сагоревање, због чега се они шире и покрећу клип који окреће радилицу. Електромотори претварају електричну енергију у механичко кретање, пнеуматски мотори користе компримовани ваздух, а сатни мотори у играчкама на навијање користе еластичну енергију. У биолошким системима, молекуларни мотори, попут миозина у мишићима, користе хемијску енергију за стварање сила и коначно кретање.

## Терминологија
Реч мотор потиче од старофранцуског engin, од латинског ingenium - корена речи ingenious. Прединдустријска ратна оружја, попут катапулта, требушета и овнова, називали су опсадним моторима, а знање о томе како се могу конструисати често се третирано као војна тајна. Реч џин, као у памучни џин, је скраћеница за engine. Већина механичких уређаја изумљених током индустријске револуције описани су као мотори - запажени пример је парна машина. Међутим, оригинални парни мотори, попут Томас Сејверијевих, нису били механички мотори већ пумпе. На овај начин, ватрогасно возило у свом изворном облику било је само пумпа за воду, при чему су мотор превозили коњи до места пожара.
У савременој употреби, појам мотор обично описује уређаје, попут парних машина и мотора са унутрашњим сагоревањем, који сагоревају или на други начин троше гориво за обављање механичких радова користећи обртни моменат или линеарну силу (обично у облику потиска). Уређаји који претварају топлотну енергију у кретање обично се називају једноставно моторима. Примери мотора који користе обртни моменат укључују уобичајене аутомобилске бензинске и дизел моторе, као и турбо вратила. Примери мотора који производе потисак укључују турбовентилаторе и ракете.
Када је дошло до изума мотор са унутрашњим сагоревањем, термин мотор се у почетку користио да би се разликовао од парне машине - која је у то време била широко коришћена за погон локомотива и других возила попут парних ваљака. Израз мотор потиче од латинског глагола moto што значи покретање или одржавање кретања. Стога је мотор уређај који даје кретање.
Мотор и машина су заменљиви у говорном језику. У неким инжењерским жаргонима ове две речи имају различита значења, при чему је engine уређај који сагорева или на други начин троши гориво, мењајући његов хемијски састав, а мотор је уређај који покреће струја, ваздух или хидраулички притисак, а који не мења хемијски састав свог извора енергије. Међутим, ракетни погон користи термин ракетни мотор, иако конзумира гориво.
Топлотна машина такође може послужити као примарни покретач - компонента која трансформише проток или промене притиска флуида у механичку енергију. Аутомобил који покреће мотор са унутрашњим сагоревањем може користити разне моторе и пумпе, али на крају сви такви уређаји снагу добијају из мотора. Други начин на који се на то гледа је да мотор прима снагу из спољног извора, а затим је претвара у механичку енергију, док машина ствара снагу из притиска (изведеног директно од експлозивне силе сагоревања или друге хемијске реакције, или секундарно од дејства неке такве силе на друге супстанце као што су ваздух, вода или пара).

## Општи принцип рада
Сви мотори, без обзира на врсту, раде на принципу закона термодинамике и стога врше рад који је мањи од енергије утрошене на покретање мотора. Однос између уложене енергије и рада који мотор изврши назива се коефицијент корисног дејства. Овај коефицијент је у пракси увек мањи од теоријски израчунатог коефицијента за одређени тип мотора, јер се један део енергије изгуби унутар мотора на загревање. 

### Двотактни мотори
Принцип рада двотактног мотора је једноставан. Двотактни мотор има два такта, први такт садржи усис и компримирање ваздуха, док је други такт радни, односно садржи експанзију и испух. Кретањем клипа из доње мртве тачке (у даљњем тексту ДМТ) започиње први такт. На доњем делу кошуљице цилиндра налазе се усисни канали за усисавање свежег ваздуха којег потискује пуњач. Проласком клипа изнад усисних канала престаје доток свежег ваздуха и почиње компримовање ваздуха. Клип се креће ка горњој мртвој тачки (у даљњем тексту ГМТ).
Када клип стигне у ГМТ започиње радни такт. Међутим, убризгавање горива започиње неколико ступњева пре ГМТ. Убризгавањем горива у простор цилиндра, оно се самозапаљује због високе температуре компримираног ваздуха и фино распршених честица горива. Гориво се убризгава под притиском од око 150 бара. Након експанзије клип креће према ДМТ и окреће кољенасто вратило на које је спојен преко крижне главе и ојнице. Издувавање почиње када клип својим кретањем према ДМТ отвори издувне канале на кошуљици цилиндра, који су смештени изнад усисних канала тако да већи део изгореле смеше изађе изван простора цилиндра, тако да кад клип отвори усисне канале свежи ваздух помогне испирању цилиндра од изгореле смеше. Доласком клипа у ДМТ завршава радни такт и започиње први.
Горњи опис је опис двотактног дизел мотора, а за бензинске моторе постоји пар разлика. У цилиндар се убацује смеша ваздуха и горива, која се сабија, а затим, неколико ступњева пре ГМТ се пали искром из свећице.

### Четворотактни мотори
Принцип рада четверотактних мотора је мало сложенији од рада двотактног мотора. Четверотактни мотор има четири такта. Први такт је усис гориве смесе или ваздуха. Кретњом клипа из ГМТ према ДМТ отвара се усисни вентил који се затвара нешто пре доласка клипа у ДМТ. Следи други такт или компримовање смесе (ваздуха). Кретњом клипа из ДМТ према ГМТ клип компримује смесу (ваздух) која се пали неколико ступњева пре ГМТ. Код бензинских мотора свећица пали смесу ваздуха и бензина, а код дизел мотора гориво се убризгава у цилиндар у којем је компримовани ваздух високе температуре и она се самозапаљује. Трећи такт је експанзија која је радни такт. Клип се креће из ГМТ према ДМТ експлозијом насталом запаљивањем смесе. Нешто пре ДМТ отвара се испушни вентил и клип својим кретањем према ГМТ истискује изгорелу смесу изван цилиндра. Нешто пре ГМТ отвара се усисни вентил који додатно поспешује испирање цилиндра. Доласком клипа у ГМТ затвара се испушни вентил и завршава испушни такт, те процес почиње испочетка.

## Историја
Први мотори су настали као човекова експлоатација природних процеса. Рецимо, човечанство је користило снагу воде и ветра у млиновима. 
Први мотор који је заиста био независан од природе била је парна машина. Ова врста мотора се заснива на производњи паре која покреће клип у цилиндру. Транслаторно кретање се затим обично трансформише у ротационо кретање инерционог точка. 
У 19. веку настали су мотори у којима гориво сагорева у контролисаним експлозијама које се периодично изазивају варницама. Оваква врста мотора (са унутрашњим сагоревањем) покреће аутомобиле и авионе, а кроз историју је више пута унапређивана и усавршавана. Прву теорију мотора је засновао Сади Карно 1824. Карл Бенц је крајем 19. века развио аутомобилски мотор полазећи од Отовог четворотактног мотора, што је постао вишедеценијски стандардни дизајн. 
Због растуће потребе за снажним војним авионима и ракетама за време Другог светског рата, инжењери су развили млазне и ракетне моторе.

## Врсте мотора
- електромотори
- топлотни мотори (са спољашњим или унутрашњим сагоревањем)
- хидраулични мотори
- пнеуматски мотори

- мотори у ширем смислу:
  - биолошки мотори (сматрају се хемијским мотором без сагоревања, рецимо мишићи)
  - инерциони мотори (покреће их клатно или опруга, рецимо часовници)

## Галерија
- Двоцилиндрични мотор Bryce
- Звездасти мотор K-9
- Звездасти мотор K-9
- Звездасти мотор K-7
- Шестоцилиндрични мотор, 1940. година
- Ванкелов мотор од 9
- Четворотактни дизел мотор